# Masdevallia scabrilinguis
Masdevallia scabrilinguis är en orkidéart som beskrevs av Carlyle August Luer. Masdevallia scabrilinguis ingår i släktet Masdevallia och familjen orkidéer. Inga underarter finns listade i Catalogue of Life.